# Oscar suivra toujours
Oscar suivra toujours est un film muet français réalisé par Louis Feuillade et sorti en 1913.
Ce film ferait partie d'une série de 18 films qui suivent les péripéties sentimentales d'un personnage nommé Oscar Sanzatoux. Comme son nom l'indique, il représente l'éternel perdant, et il cherche au cours des épisodes à trouver l'âme sœur à travers diverses aventures. Oscar suivra toujours est l'une d'entre elles.

## Fiche technique
- Réalisation : Louis Feuillade
- Société de production : Société des Etablissements L. Gaumont
- Format : film muet - Noir et blanc  - 1,33:1 - 35 mm
- Genre : Comédie
- Années de sortie :
  - France : 1913

## Distribution
- Léon Lorin : Oscar Sanzatoux